# Copa d'Àsia de futbol de 2007
La XIV Copa d'Àsia de futbol es va jugar entre el dia 7 i el 29 de juliol del 2007. Per primera vegada a la història el torneig es va organitzar per quatre nacions – Indonèsia, Malàisia, Tailàndia i el Vietnam. El torneig va ser organitzat per la Confederació Asiàtica de Futbol.
El torneig es realitza cada quatre anys des del 1956. El més recent es va dur a terme a la Xina el 2004. Aquesta edició va disputar-se el 2007 degut als Jocs Olímpics d'Estiu 2008 celebrats a Pequín i a l'Eurocopa 2008.

## Quatre amfitrions
La decisió d'un esdeveniment organitzat per quatre nacions va ser una proposta feta al comitè executiu de la Confederació Asiàtica de Futbol  pel seu president Mohamed Hammam. Més endavant, ell mateix va lamentar aquesta decisió anomenant-la el seu "error", a causa de les dificultats logístiques i financeres d'organitzar una edició a través de quatre països.
El president de la AFC va declarar que es demostra que és molt difícil pel comitè executiu el fet de dominar quatre comitès organitzadors, quatre centres de comunicacions, a més de les consideracions econòmiques.

## Eliminatòries
Quatre equips es van classificar automàticament perquè eren els amfitrions.
- Indonèsia
- Malàisia
- Tailàndia
- Vietnam

## Seus
| Pais      | Ciutat             | Estadi                      | Capacitat |
| --------- | ------------------ | --------------------------- | --------- |
| Indonèsia | Jakarta            | Estadi Bung Karno           | 100,000   |
| Indonèsia | Palembang          | Estadi Jakabaring           | 40,000    |
| Malàisia  | Kuala Lumpur       | Estadi Nacional Bukit Jalil | 100,000   |
| Malàisia  | Shah Alam          | Estadi Shah Alam            | 69,372    |
| Tailàndia | Bangkok            | Estadi Rajmangala           | 65,000    |
| Tailàndia | Bangkok            | Estadi Suphachalasai        | 35,000    |
| Vietnam   | Hanoi              | Estadi Nacional My Dinh     | 40,000    |
| Vietnam   | Ciutat Ho Chi Minh | Estadi Thõng Nhãt           | 25,000    |

## Primera fase

### Grup A
| Equip     | Pts | PJ | PG | PE | PP | GF | GC | DG |
| --------- | --- | -- | -- | -- | -- | -- | -- | -- |
| Iraq      | 5   | 3  | 1  | 2  | 0  | 4  | 2  | +2 |
| Austràlia | 4   | 3  | 1  | 1  | 1  | 6  | 4  | +2 |
| Tailàndia | 4   | 3  | 1  | 1  | 1  | 3  | 5  | -2 |
| Oman      | 2   | 3  | 0  | 2  | 1  | 1  | 3  | -2 |

### Grup B
| Equip               | Pts | PJ | PG | PE | PP | GF | GC | DG |
| ------------------- | --- | -- | -- | -- | -- | -- | -- | -- |
| Japó                | 7   | 3  | 2  | 1  | 0  | 8  | 3  | +5 |
| Vietnam             | 4   | 3  | 1  | 1  | 1  | 4  | 5  | -1 |
| Emirats Àrabs Units | 3   | 3  | 1  | 0  | 2  | 3  | 6  | -3 |
| Qatar               | 2   | 3  | 0  | 2  | 1  | 3  | 4  | -1 |

### Grup C
| Equip      | Pts | PJ | PG | PE | PP | GF | GC | DG  |
| ---------- | --- | -- | -- | -- | -- | -- | -- | --- |
| Iran       | 7   | 3  | 2  | 1  | 0  | 6  | 3  | +3  |
| Uzbekistan | 6   | 3  | 2  | 0  | 1  | 9  | 2  | +7  |
| Xina       | 4   | 3  | 1  | 1  | 1  | 7  | 6  | +1  |
| Malàisia   | 0   | 3  | 0  | 0  | 3  | 1  | 12 | -11 |

### Grup D
| Equip          | Pts | PJ | PG | PE | PP | GF | GC | DG |
| -------------- | --- | -- | -- | -- | -- | -- | -- | -- |
| Aràbia Saudita | 7   | 3  | 2  | 1  | 0  | 7  | 2  | +5 |
| Corea del Sud  | 4   | 3  | 1  | 1  | 1  | 3  | 3  | 0  |
| Indonèsia      | 3   | 3  | 1  | 0  | 2  | 3  | 4  | -1 |
| Bahrain        | 3   | 3  | 1  | 0  | 2  | 3  | 7  | -4 |

## Segona fase
|  | Quarts de final             | Quarts de final      |                             |      | Semifinals    | Semifinals  |  |  | Final                    | Final |
|  |                             |                      |                             |      |               |             |  |  |                          |       |
|  | 21 de juliol - Bangkok      |                      |                             |      |               |             |  |  |                          |       |
|  |                             |                      |                             |      |               |             |  |  |                          |       |
|  | Iraq                        | 2                    |                             |      |               |             |  |  |                          |       |
|  | Iraq                        | 2                    | 25 de juliol - Kuala Lumpur |      |               |             |  |  |                          |       |
|  | Vietnam                     | 0                    |                             |      |               |             |  |  |                          |       |
|  | Vietnam                     | 0                    | Iraq                        | 0(4) |               |             |  |  |                          |       |
|  | 22 de juliol - Kuala Lumpur |                      | Iraq                        | 0(4) |               |             |  |  |                          |       |
|  |                             | Corea del Sud        | 0(3)                        |      |               |             |  |  |                          |       |
|  | Iran                        | Corea del Sud        | 0(3)                        | 0(2) |               |             |  |  |                          |       |
|  | Iran                        |                      | 29 de juliol - Jakarta      | 0(2) |               |             |  |  |                          |       |
|  | Corea del Sud               | 0(4)                 |                             |      |               |             |  |  |                          |       |
|  | Corea del Sud               | 0(4)                 | Iraq                        | 1    |               |             |  |  |                          |       |
|  | 21 de juliol - Hanoi        |                      | Iraq                        | 1    |               |             |  |  |                          |       |
|  |                             | Aràbia Saudita       | 0                           |      |               |             |  |  |                          |       |
|  | Japó                        | Aràbia Saudita       | 0                           | 1(4) |               |             |  |  |                          |       |
|  | Japó                        | 25 de juliol - Hanoi |                             | 1(4) |               |             |  |  |                          |       |
|  | Austràlia                   | 1(3)                 |                             |      |               |             |  |  |                          |       |
|  | Austràlia                   | 1(3)                 | Japó                        | 2    | Tercer lloc   | Tercer lloc |  |  |                          |       |
|  | 22 de juliol - Jakarta      |                      | Japó                        | 2    | Tercer lloc   | Tercer lloc |  |  |                          |       |
|  |                             | Aràbia Saudita       | 3                           |      |               |             |  |  |                          |       |
|  | Aràbia Saudita              | Aràbia Saudita       | 3                           | 2    | Corea del Sud | 0(6)        |  |  |                          |       |
|  | Aràbia Saudita              |                      |                             | 2    | Corea del Sud | 0(6)        |  |  |                          |       |
|  | Uzbekistan                  | 1                    |                             | Japó | 0(5)          |             |  |  |                          |       |
|  | Uzbekistan                  | 1                    |                             |      | 0(5)          |             |  |  |                          |       |
|  |                             |                      |                             |      |               |             |  |  | 28 de juliol - Palembang |       |
|  |                             |                      |                             |      |               |             |  |  |                          |       |

|  | Campió: Iraq Primer títol |

## Golejadors
| Jugador            | Selecció            | Gols |
| ------------------ | ------------------- | ---- |
| Yasser Al-Qahtani  | Aràbia Saudita      | 4    |
| Younis Mahmoud     | Iraq                | 4    |
| Naohiro Takahara   | Japó                | 4    |
| Mark Viduka        | Austràlia           | 3    |
| Sebastián Quintana | Qatar               | 3    |
| Maksim Shatskikh   | Uzbekistan          | 3    |
| Ahmed Al-Mousa     | Aràbia Saudita      | 2    |
| Malek Mouath       | Aràbia Saudita      | 2    |
| Taisir Al-Jassim   | Aràbia Saudita      | 2    |
| Han Peng           | Xina                | 2    |
| Shao Jiayi         | Xina                | 2    |
| Wang Dong          | Xina                | 2    |
| Saeed Alkas        | Emirats Àrabs Units | 2    |
| Javad Nekounam     | Iran                | 2    |
| Seiichiro Maki     | Japó                | 2    |
| Shunsuke Nakamura  | Japó                | 2    |
| Pipat Thonkanya    | Tailàndia           | 2    |
| Timur Kapadze      | Uzbekistan          | 2    |